# Hygrocybe nigrescens
Hygrocybe nigrescens (Lucien Quélet, 1888 ex Robert Kühner, 1926), sin. Hygrophorus nigrescens (Lucien Quélet, 1884 ex Lucien Quélet, 1888), din încrengătura Basidiomycota în familia Hygrophoraceae și de genul Hygrocybe, este o specie saprofită de ciuperci otrăvitoare denumită în popor băloasa conică. În România, Basarabia și Bucovina de Nord se dezvoltă în grupuri mai mari sau mai mici pe sol sărac și/sau nisipos, adesea imediat după perioadele de ploaie, iubind locuri însorite, de găsit prin luminișuri de pădure, cărări, locuri ierboase, chiar și la marginea străzilor. Apare de la câmpie la munte (iulie) august până în octombrie (noiembrie).

## Taxonomie

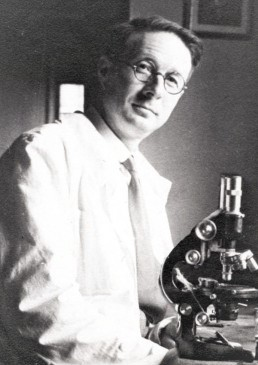
Robert Kühner

Renumitul micolog francez Lucien Quélet s-a preocupat deja în 1883 cu această ciupercă, descriind-o sub denumirea Hygrophorus puniceus var. nigrescens la congresul asociației L'avancement des Sciences în Rouen, care a fost hotărât nume binomial. El însuși a declarat-o cu ani mai târziu, în 1888, specie proprie sub denumirea Hygrophorus nigrescens în lucrarea sa Flore Mycologique de la France et des Pays Limitrophes.
Compatriotul său de origine germană Robert Kühner a transferat specia datorită studiilor macroscopice și microscopice corect la specia Hygrocybe sub denumirea actuală valabilă (2023). Totuși, taxonul lui Quélet s-a mai ținut pentru multe decenii și se mai poate găsi ocazional până în prezent în descrieri micologice. Cele puține alte încercări de redenumire nu au fost folosite niciodată și pot fi neglijate. 
Din păcate se poate citi nu rar, că specia ar fi doar un sinonim pentru Hygrocybe conica, cea ce pare să fie incorect.
Epitetul specific se referă la  participiul prezent activ al verbului latin nigrescere, anume (latină nigrescens= devenind negru, datorită decolorării a ciupercii după o leziune.

## Descriere

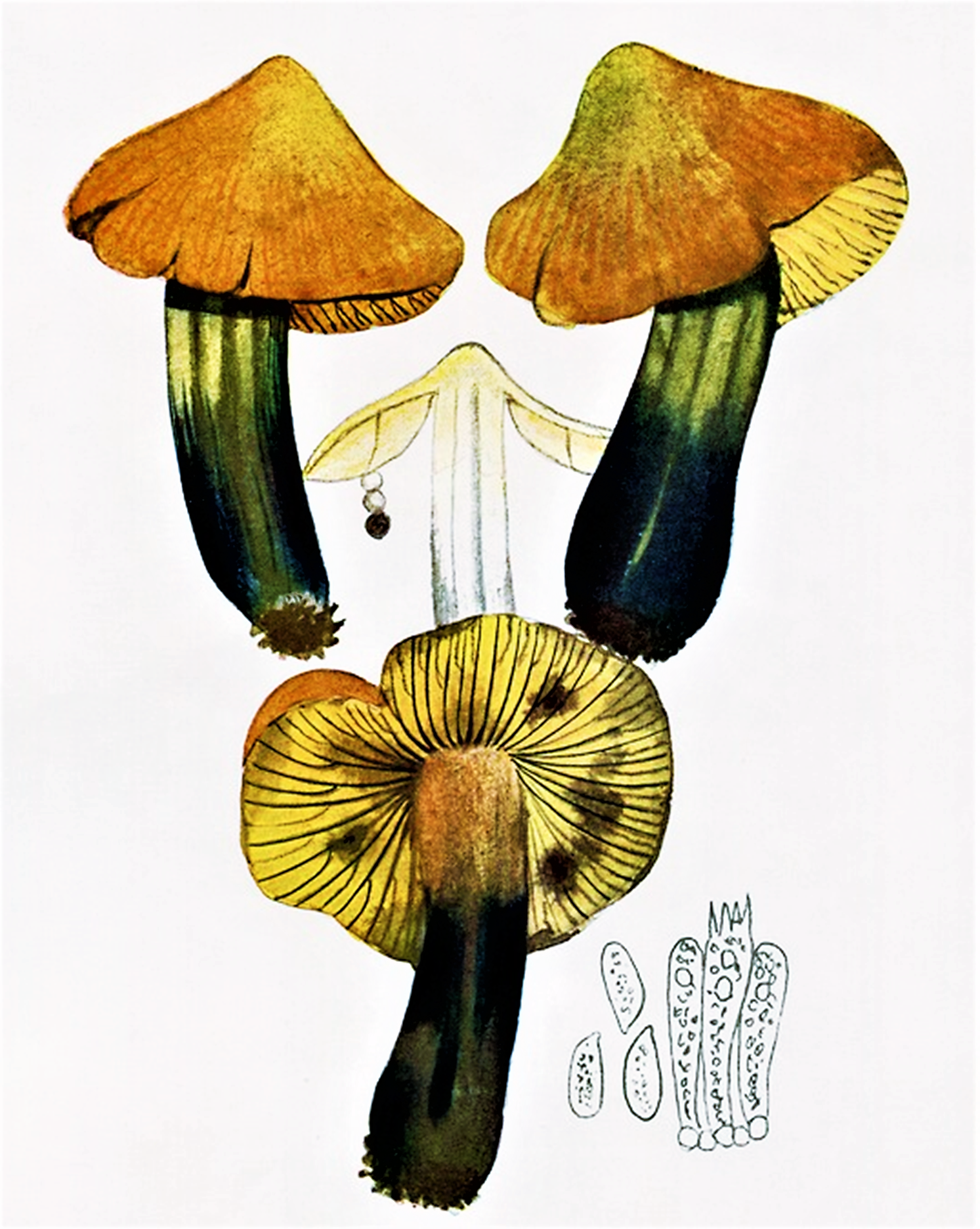
Bres.: Hygrophorus nigrescens

- Pălăria: are un diametru între 4 și 10 (12) cm, este fragilă, higrofilă, inițial conică, cu vârful ascuțit, apoi convexă și turtit conică, la bătrânețe neregulat dezvoltată cu un gurgui foarte lat și zdrențuros crăpată. Cuticula este lucioasă, uscată și niciodată lipicioasă, străbătută de fibre radiale de aceeași culoare și ocazional foarte slab canelate la margine. Coloritul variază de la portocaliu-gălbui peste portocaliu-roșcat la roșu încins, devenind în vârstă (dar și după apăsare sau leziune) negru.
- Lamelele: sunt spațiate, destul de groase, inegale, inițial bulbos aderate la picior, mai târziu libere, gălbuie până galbene ca lămâia pe bază portocalie, apoi gri, înnegrind în sfârșit la bătrânețe sau atingere ca cuticula.
- Piciorul: are o lungime de 5 la 9 cm și o grosime de 1 până la 2,5 cm, este ușor detașabil de pălărie, cilindric, ocazional îndoit,  striat fibros longitudinal, fiind mai întâi împăiat, apoi gol pe dinăuntru. Coloritul poate fi galben ca lămâia până galben-portocaliu, spre bază albicios, care schimbă și el în vârstă la negru.
- Carnea: este destul de carnoasä, apoasă, conținând un lichid zaharos, fiind fe culoare gălbuie care se colorează repede gri până gri-violaceu și după câtva timp negricios în contact cu aerul după o secțiune. Mirosul este imperceptibil și gustul plăcut.[4][5]
- Caracteristici microscopice: are spori lunguieț-elipsoidali, netezi, hialini (translucizi), având o mărime de 12-14 × 7-8 microni. Praful lor este alb. Basidiile cu 4 spori în formă de măciucă subțire măsoară 50-65 x 8-10 microni.[15]
- Reacții chimice: nu sunt cunoscute.[16]

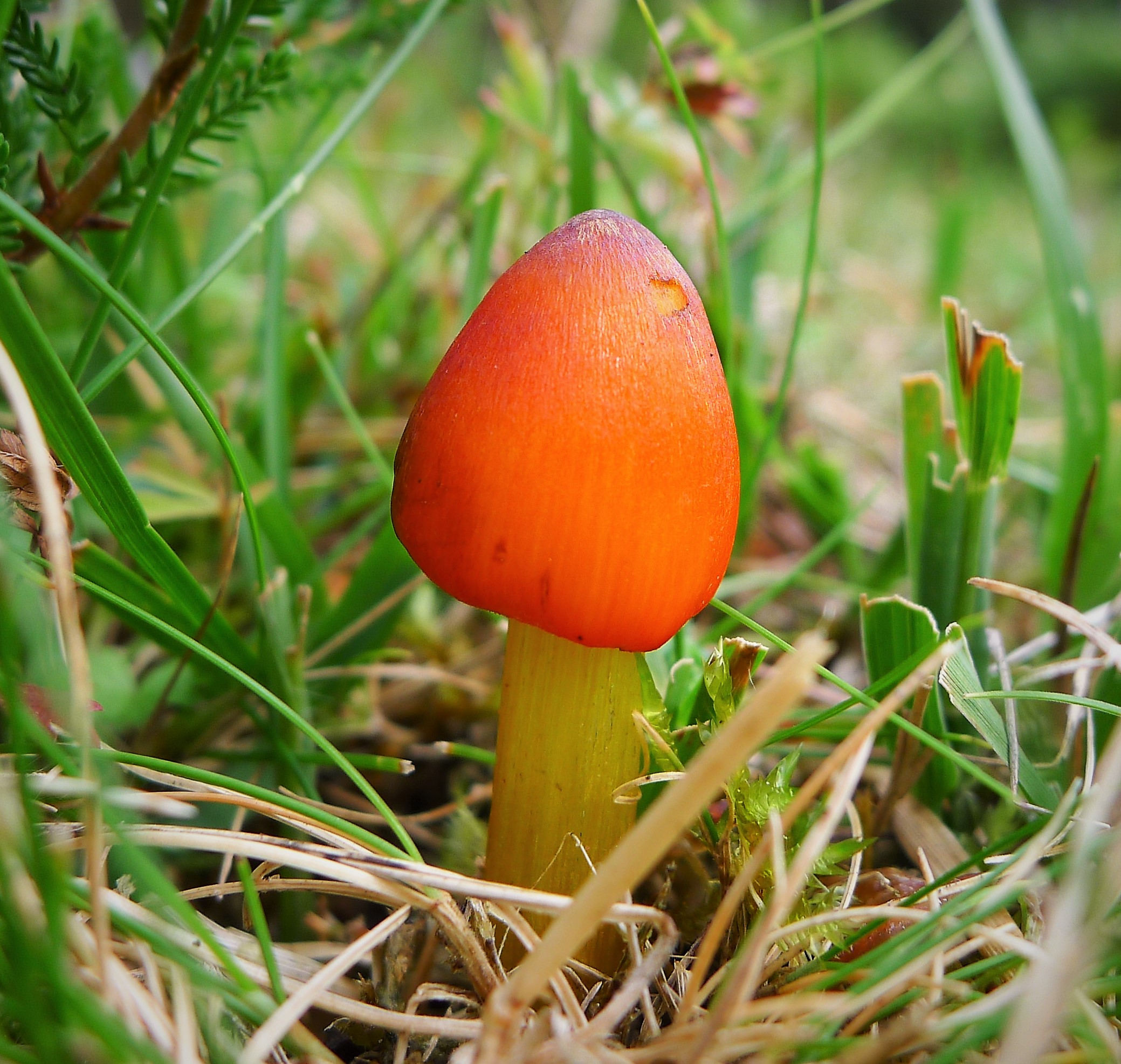
H. nigrescens tânără
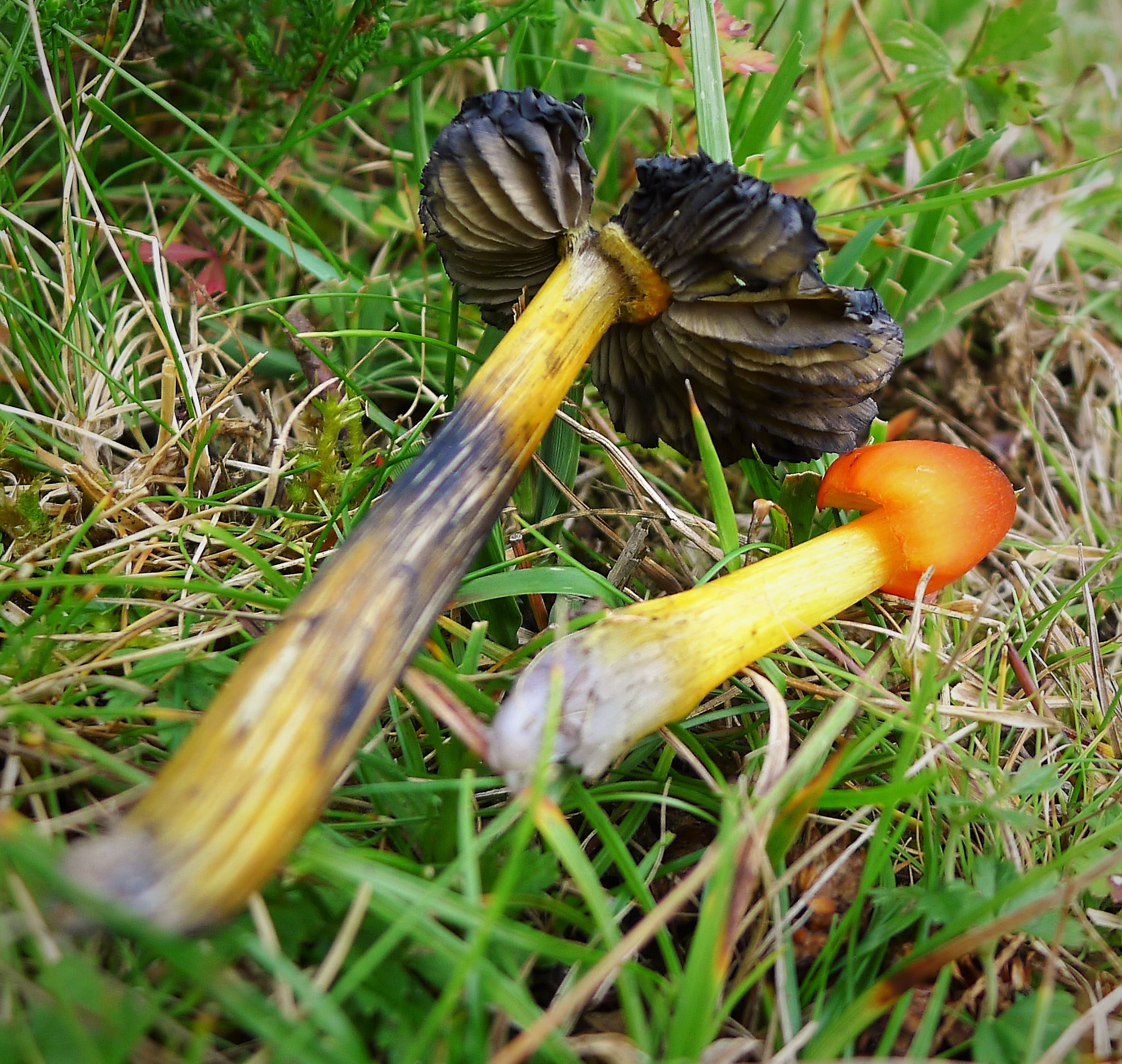
H. nigrescens bătrână, lamele și picior
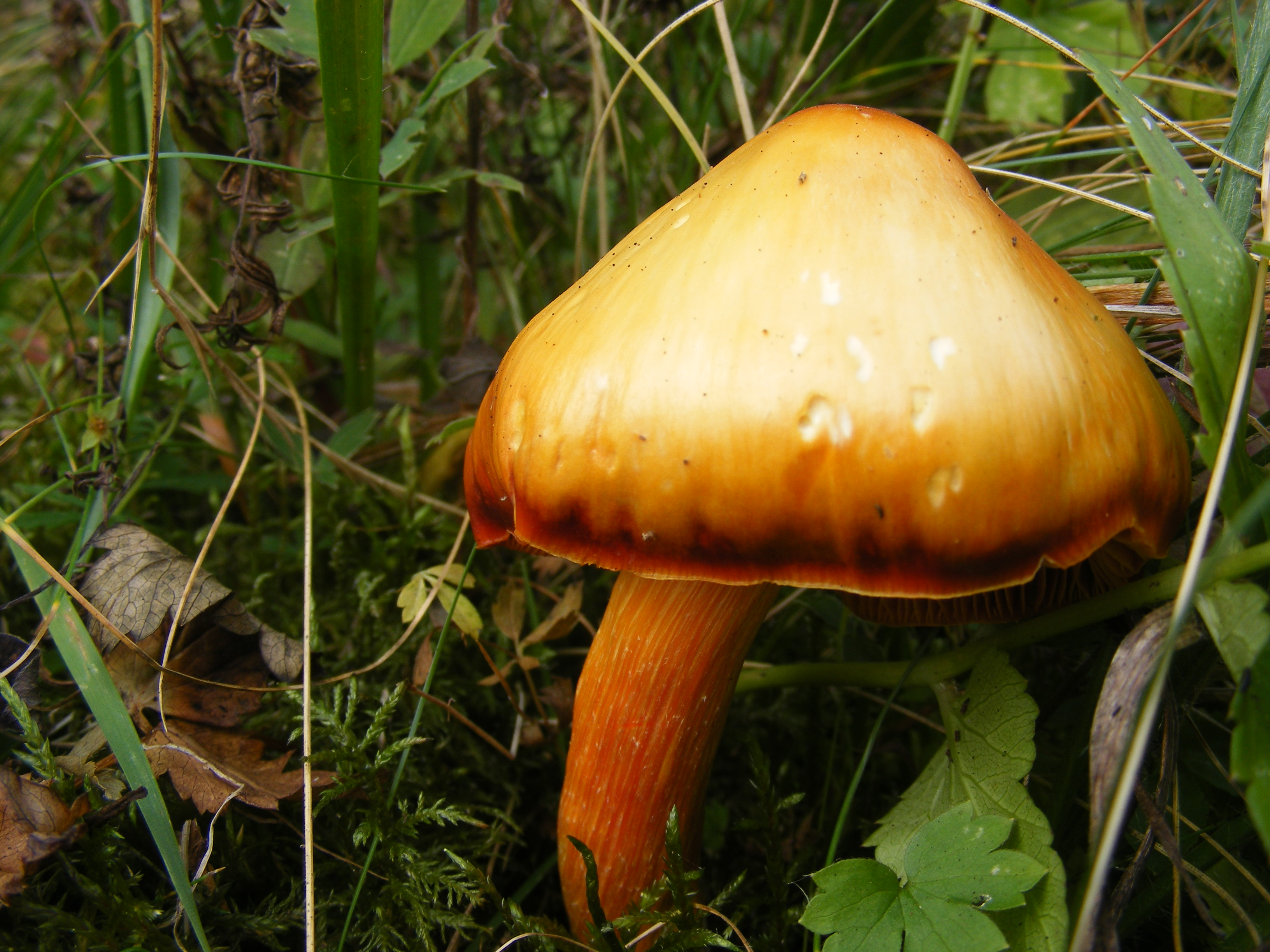
H. nigrescens, colorit mai deschis
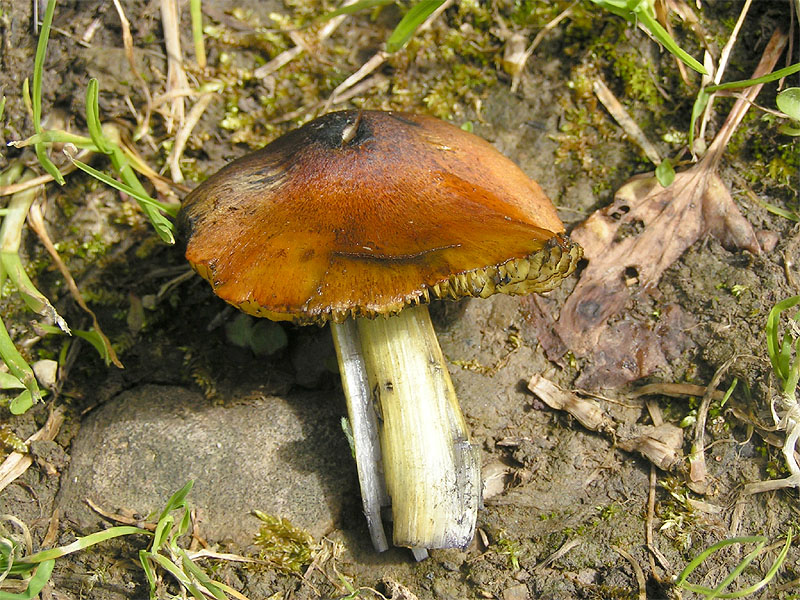
H. nigrescens matură, sectiune

## Confuzii
Marcant este, că această ciupercă și surata ei de asemenea otrăvitoare Hygrocybe conica, înnegresc la bătrânețe, leziune sau tăiere, în timp ce speciile asemănătoare comestibile, de exemplu Hygrocybe aurantiosplendens, Hygrocybe chlorophana, Hygrocybe coccinea, Hygrocybe intermedia, Hygrocybe miniata, Hygrocybe punicea, Hygrocybe spadicea (comestibilă), Hygrocybe splendidissima sau Neohygrocybe ovina sin. Hygrocybe ovina (necomestibilă).

## Specii asemănătoare în imagini

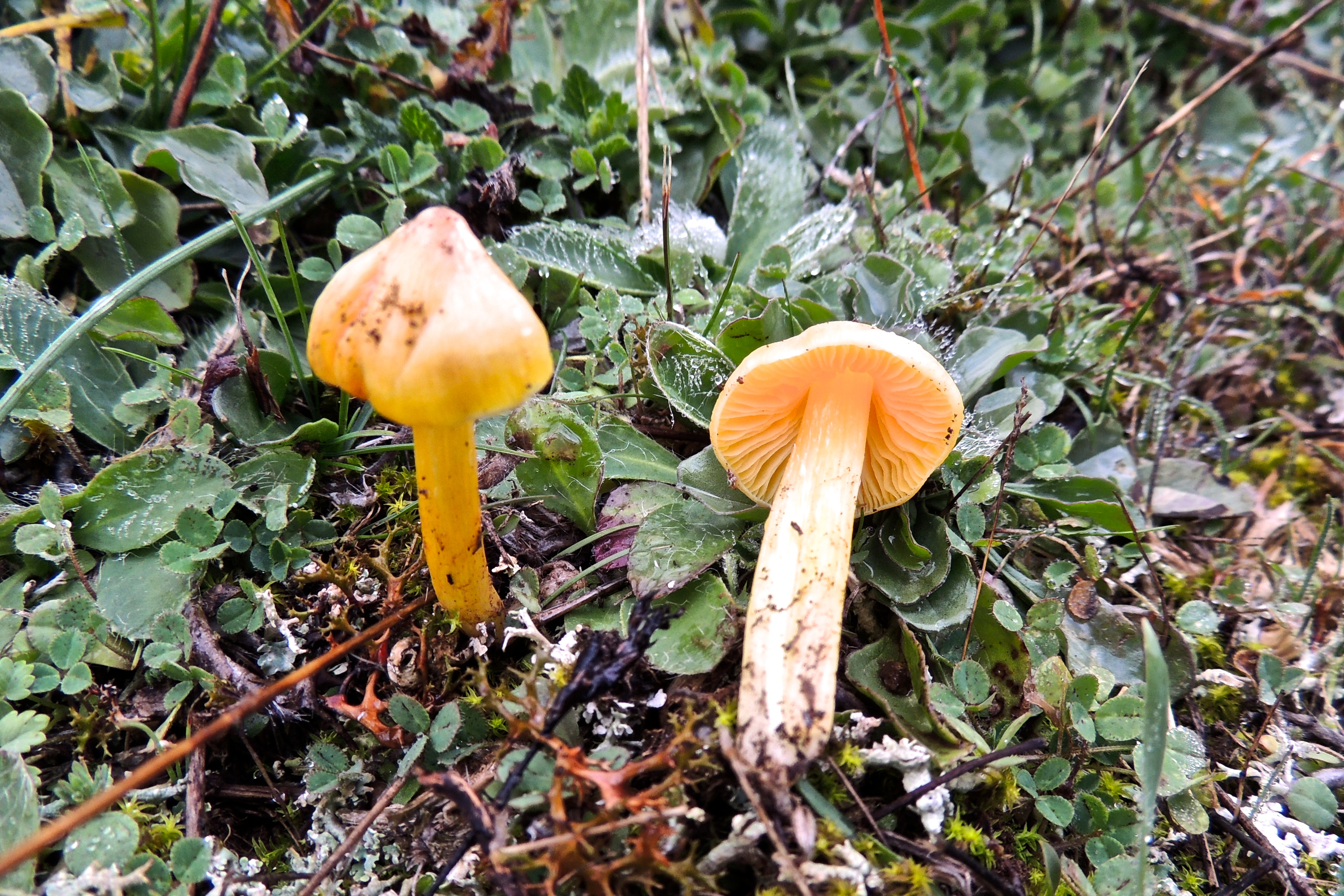
Hygrocybe aurantiosplendens
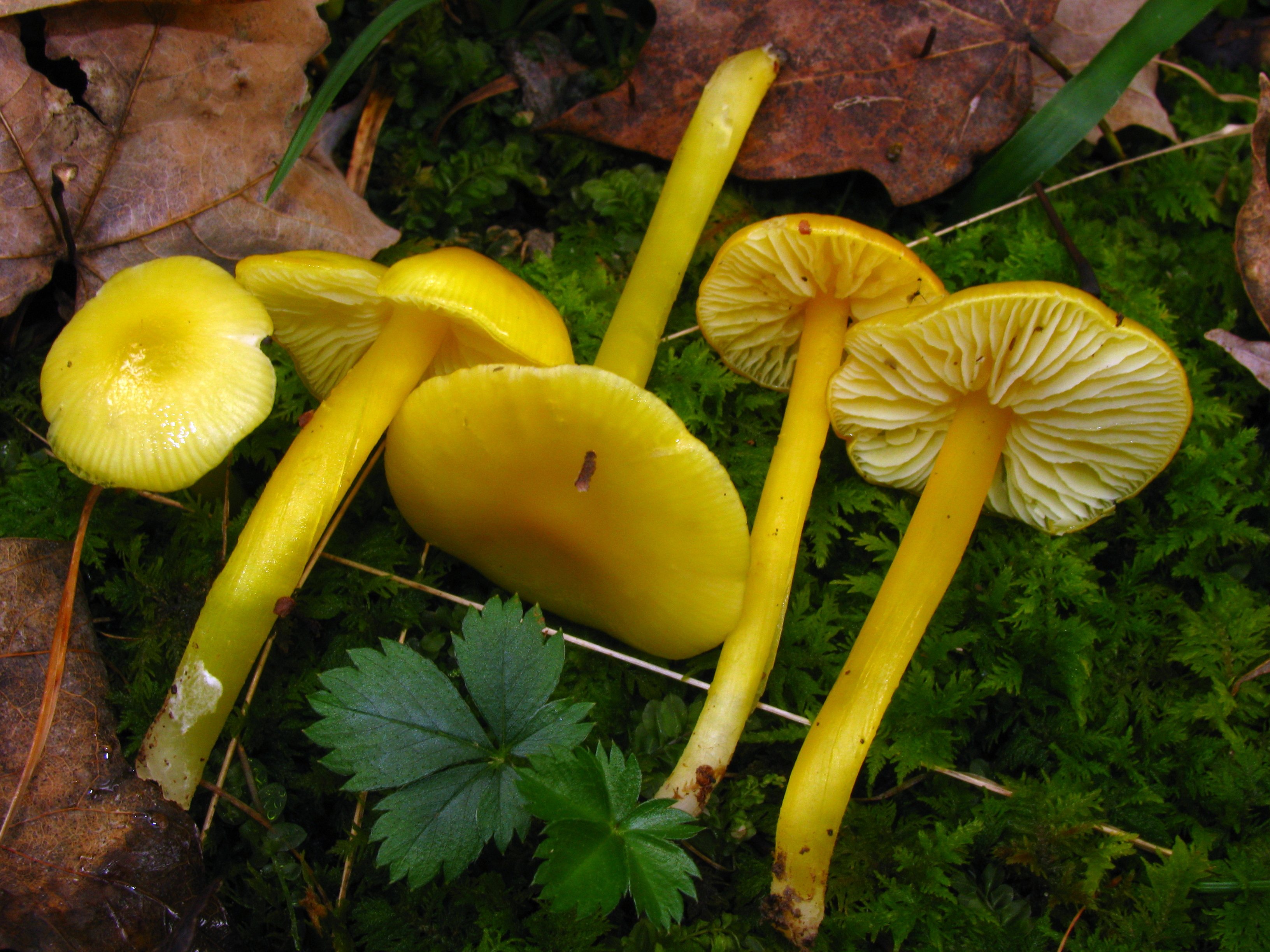
Hygrocybe chlorophana
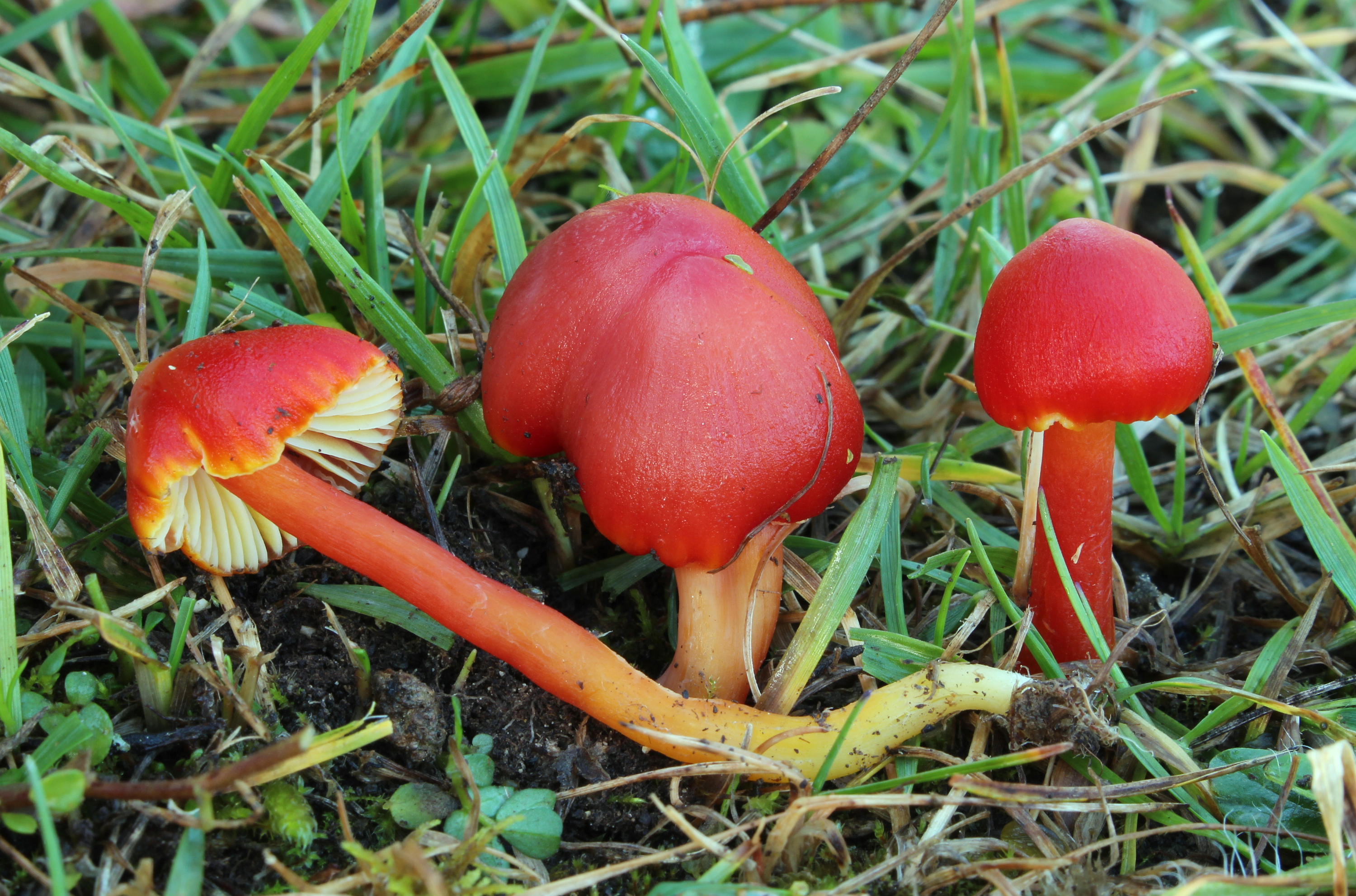
Hygrocybe coccinea
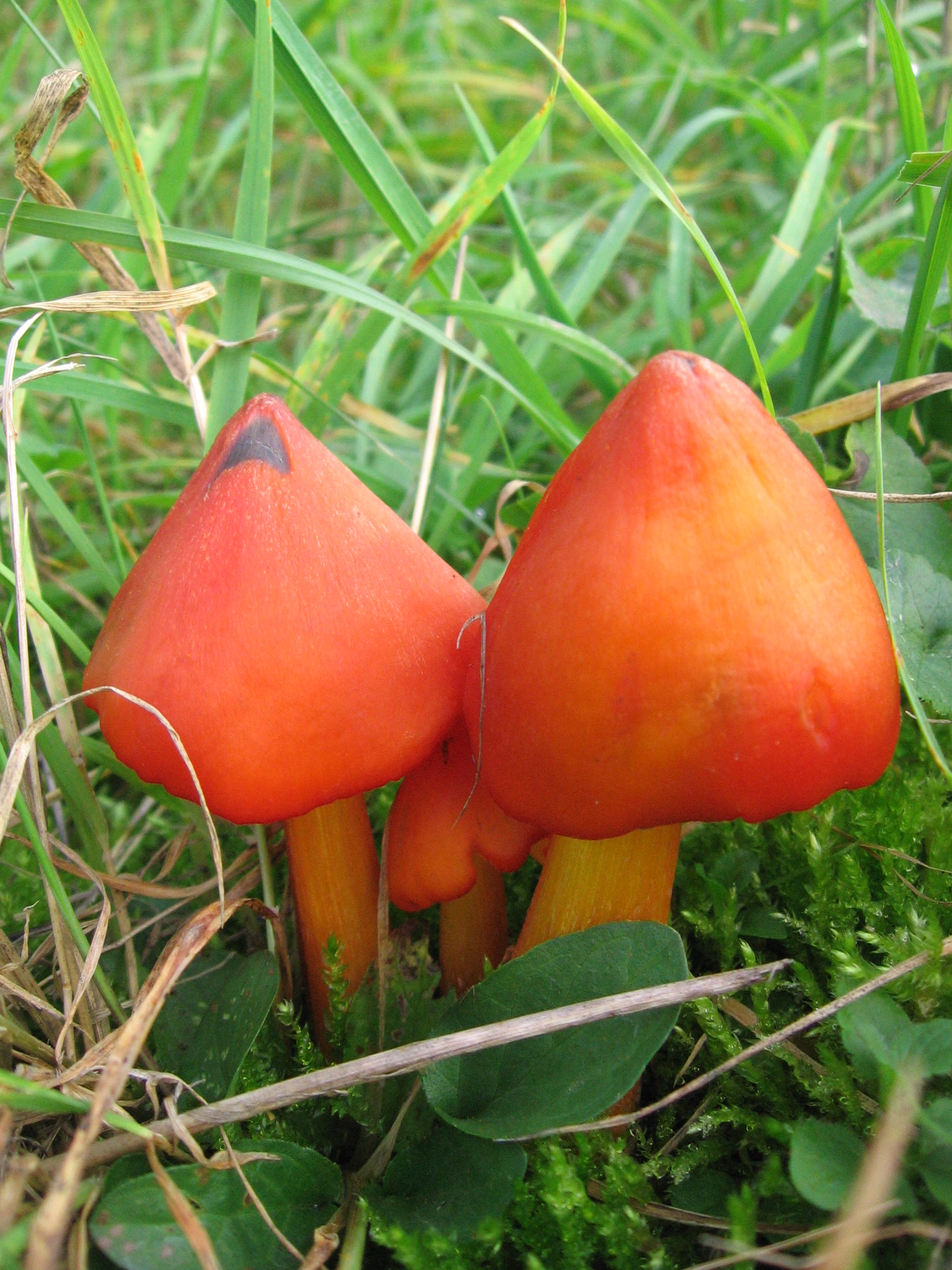
!!Hygrocybe conica!!
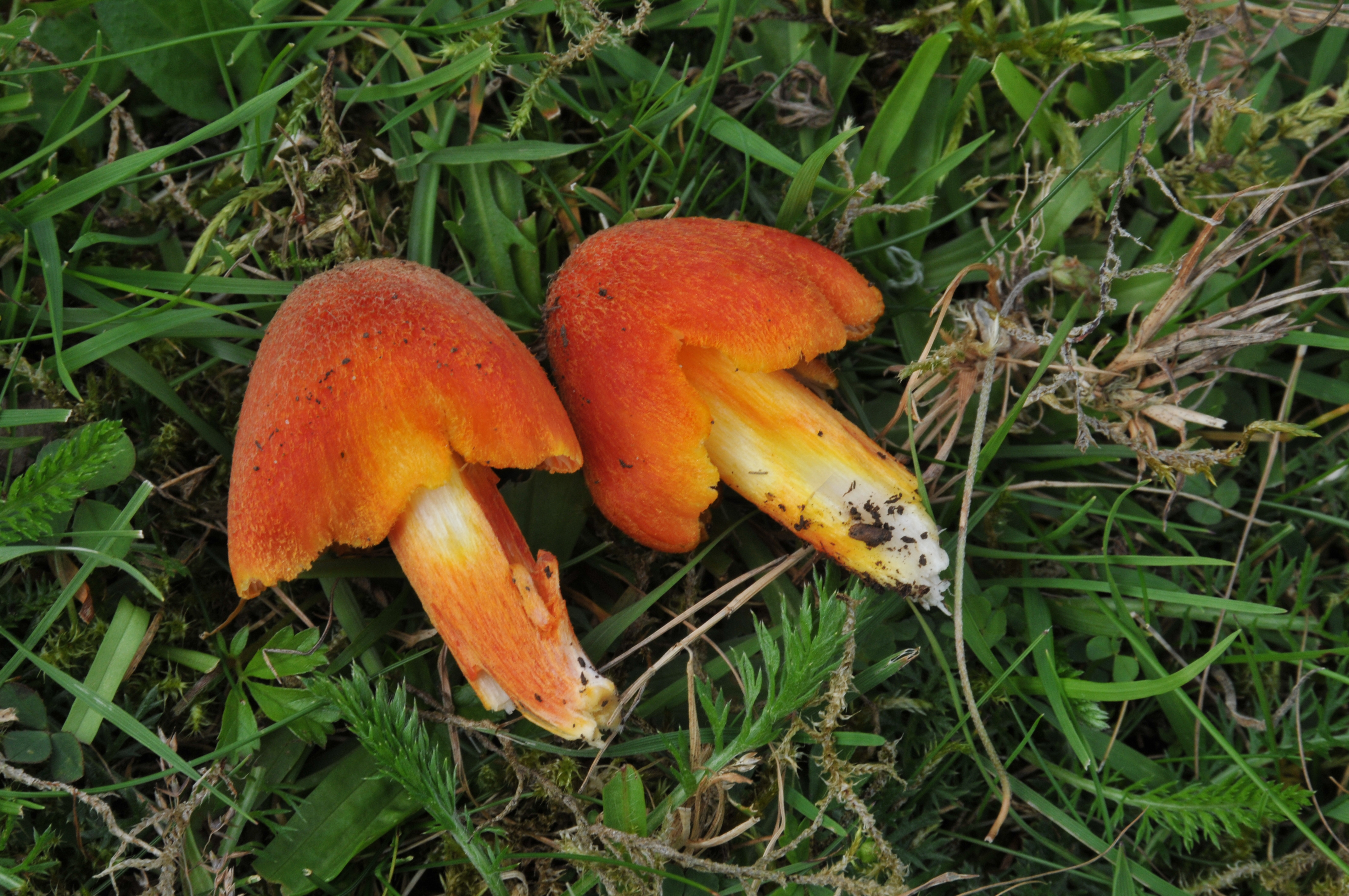
Hygrocybe intermedia
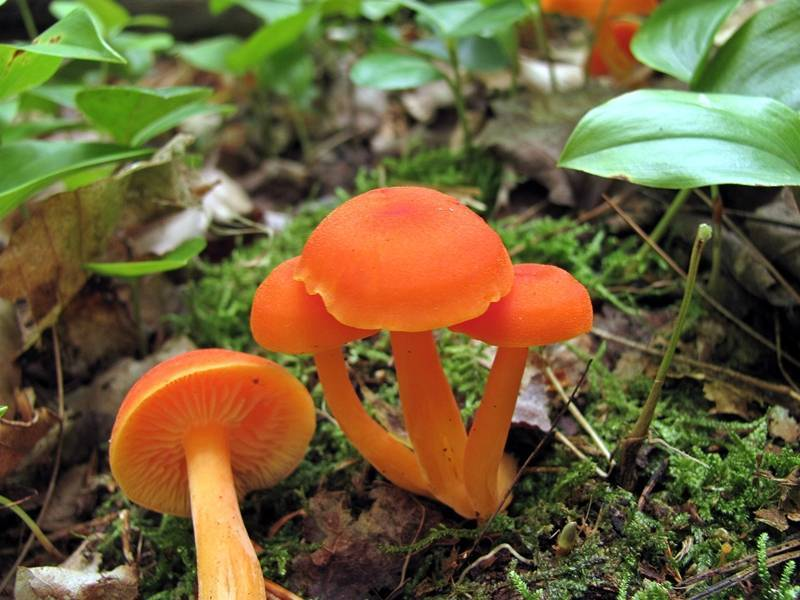
Hygrocybe miniata

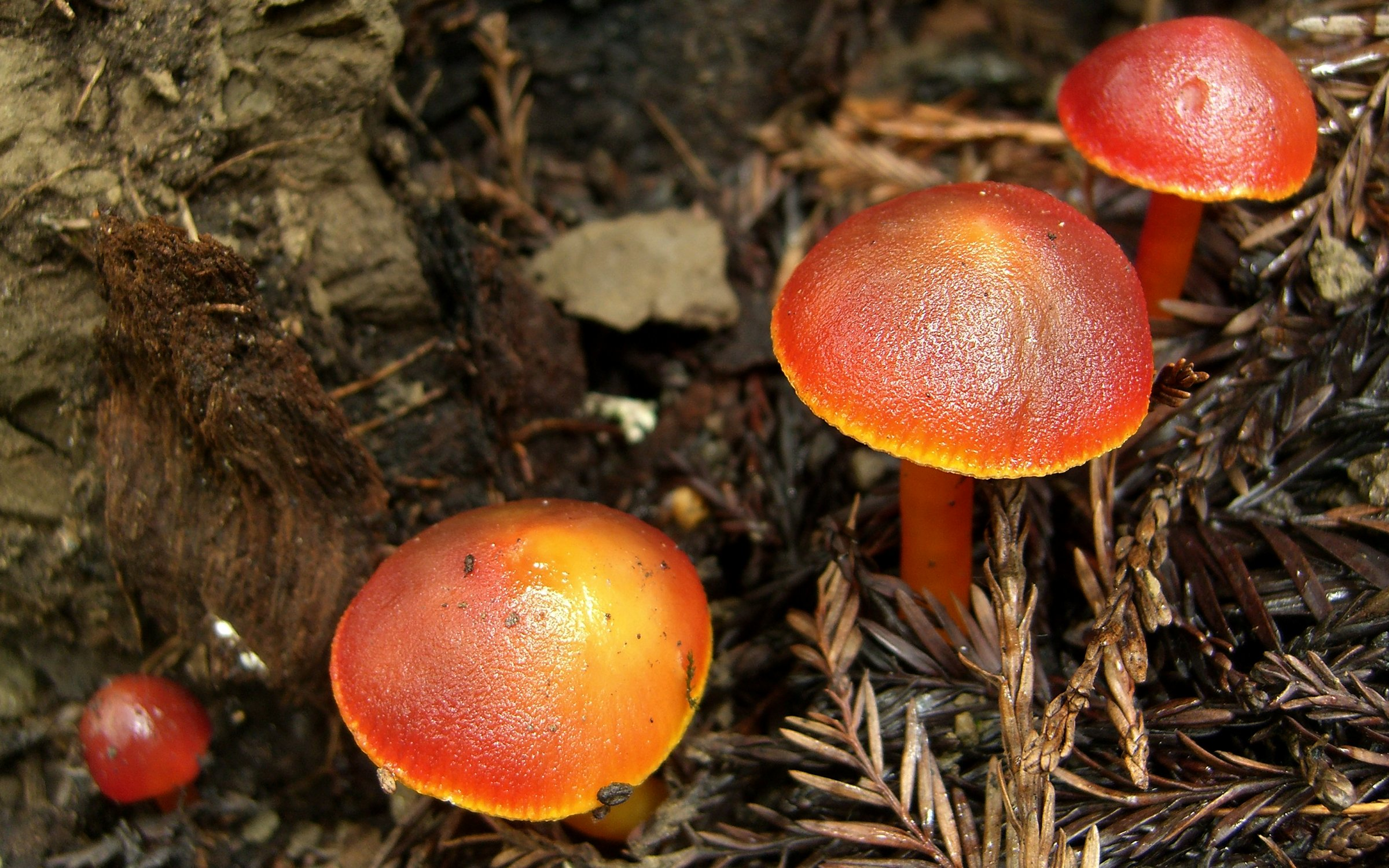
Hygrocybe punicea
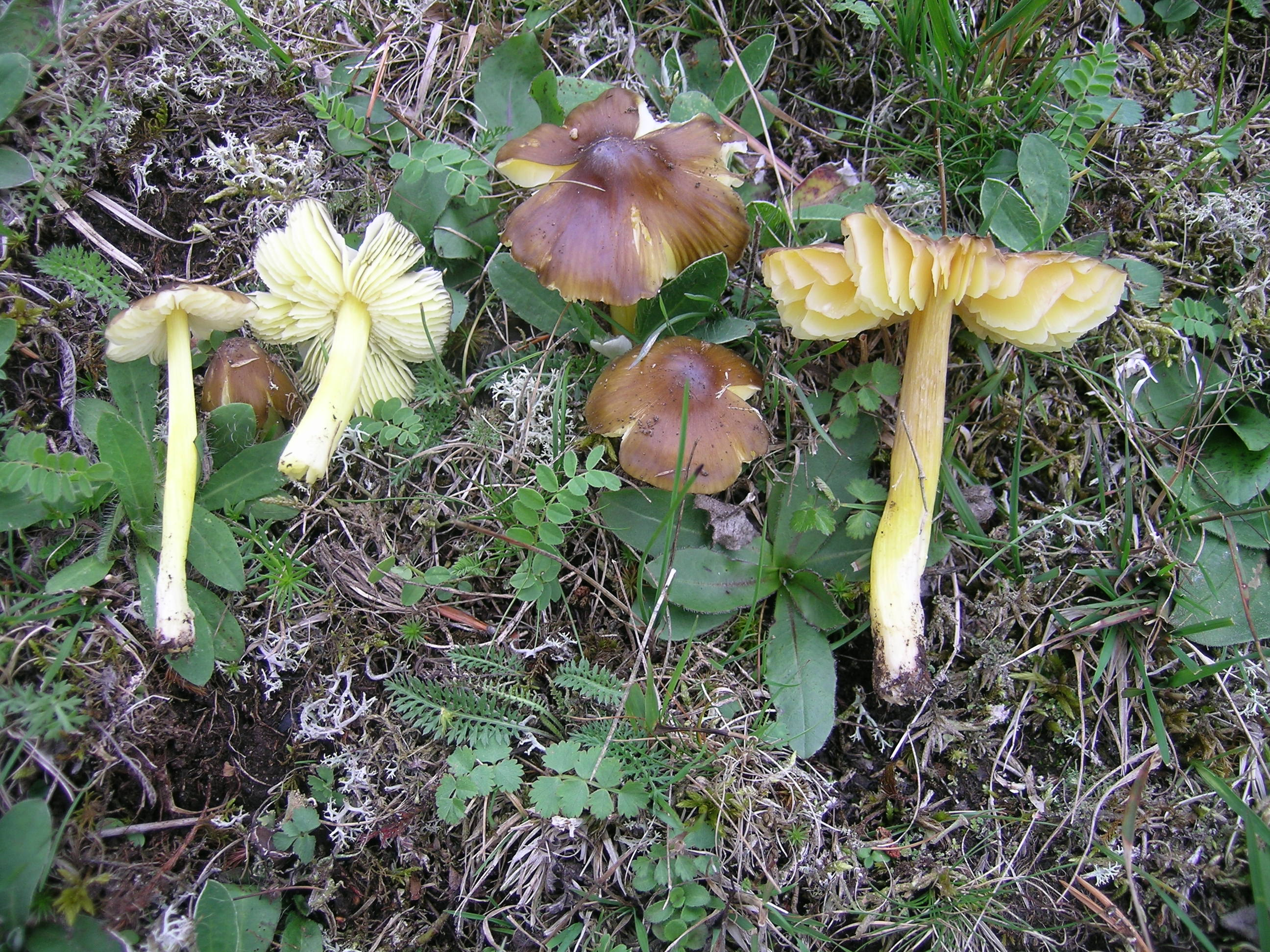
Hygrocybe spadicea
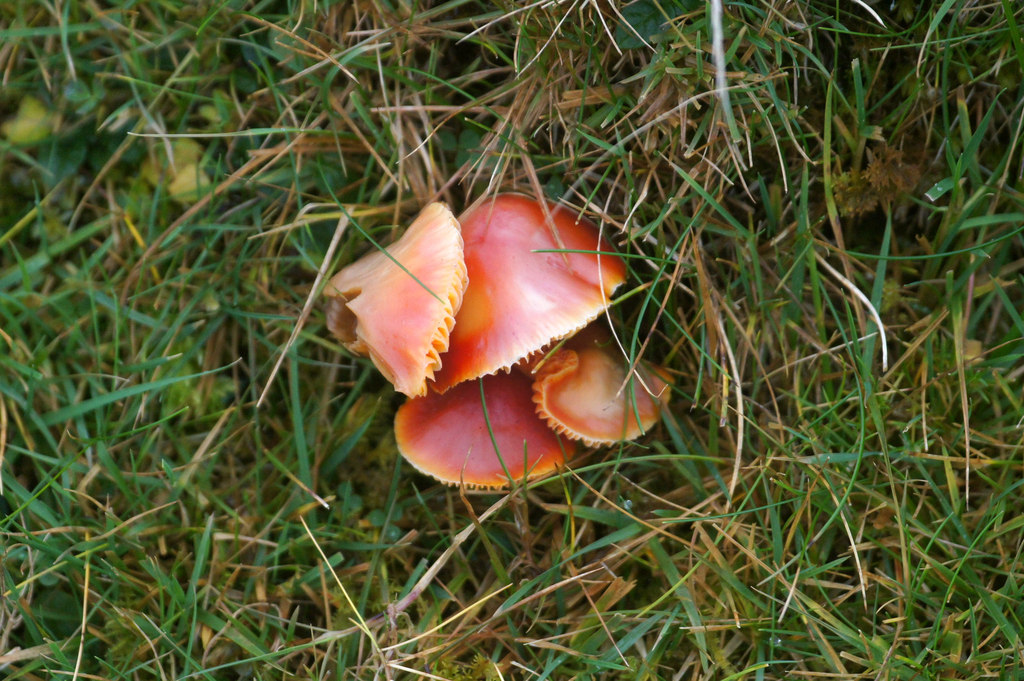
Hygrocybe splendidissima
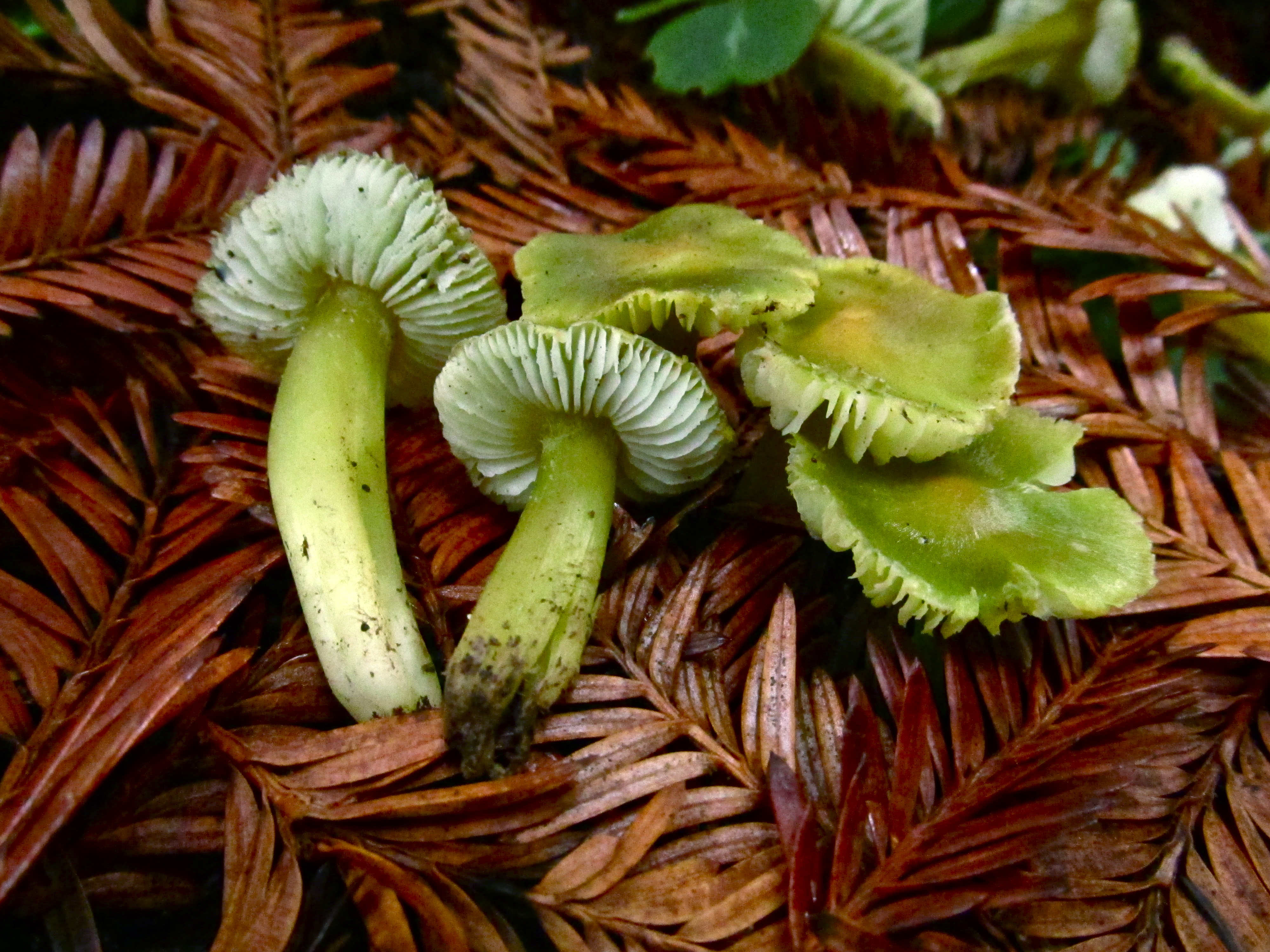
!Hygrocybe virescens! (sp. americană)
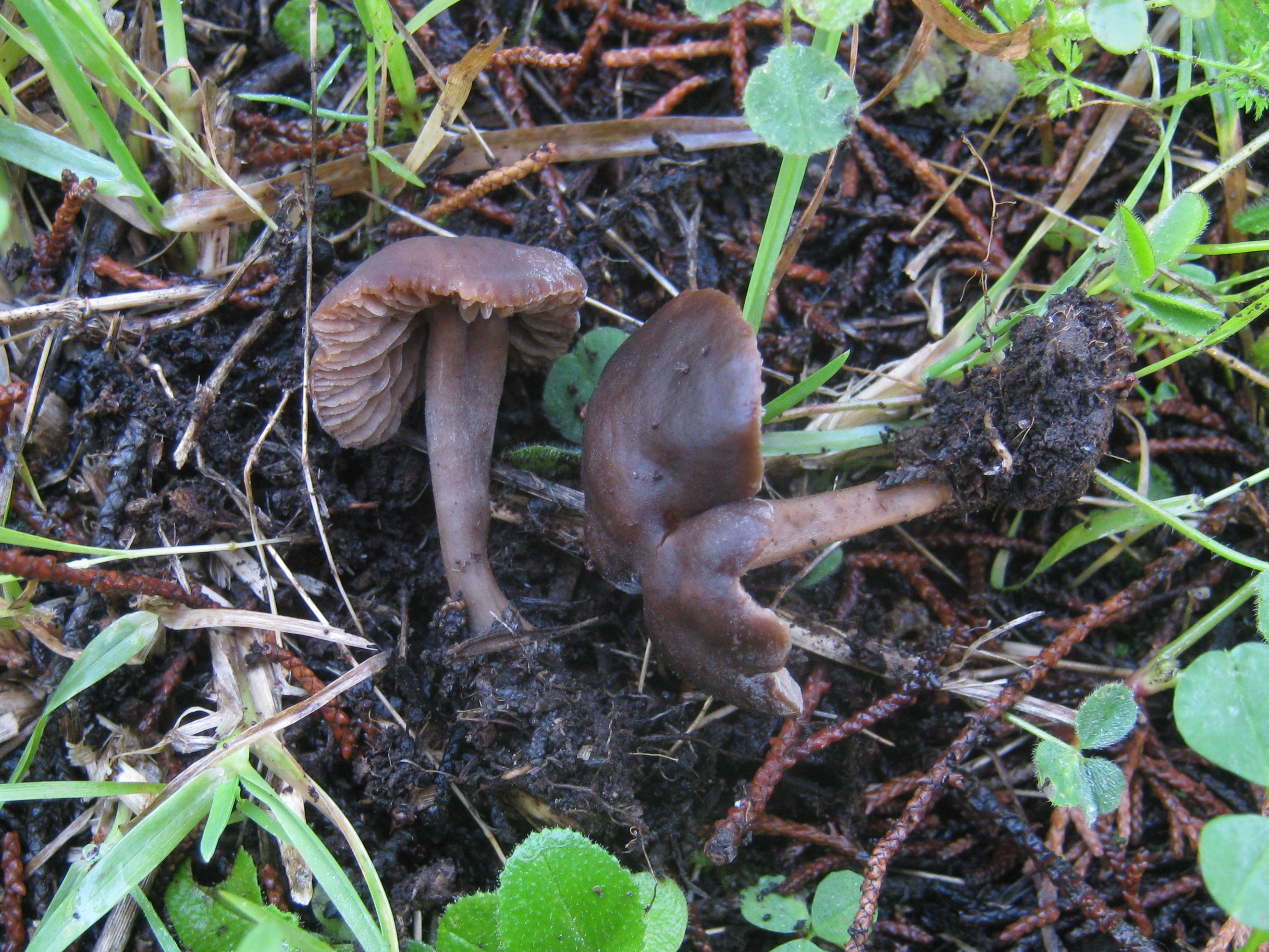
!Neohygrocybe ovina sin. Hygrocybe ovina!

## Toxicitate
Mai multe exemplare consumate deodată, provoacă tulburări gastrointestinale cu greață, vărsături și diaree. Latența este de 15 minute până la 4 ore. Toxinele conținute sunt parțial încă necunoscute.
Pe pagini românești, soiul este văzut din păcate comestibil, un aspect foarte periculos pentru culegători.